# 純惠皇貴妃
純惠皇貴妃（1713年6月13日—1760年6月2日），蘇佳氏，蘇州平民蘇召南之女。初為民籍出身，後為正白旗包衣第五參領第三旗鼓佐領下人。乾隆帝之皇貴妃，生皇三子循郡王永璋、皇六子質莊親王永瑢、皇四女和碩和嘉公主。乾隆朝第三位貴妃，生前死後均為皇貴妃。

## 生平

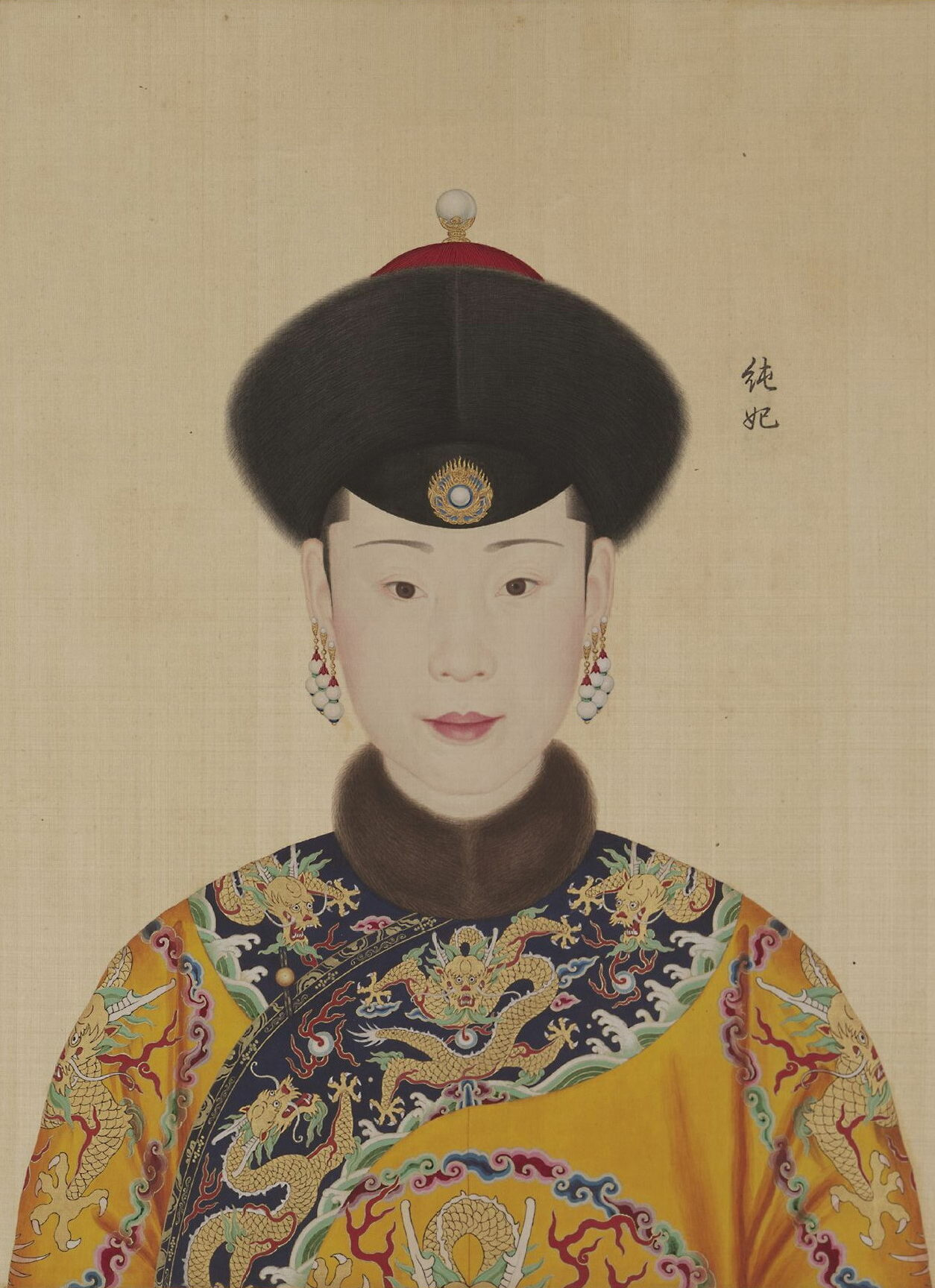
《心写治平》之纯妃像

康熙五十二年（1713年）五月二十一日出生。雍正五年，皇四子弘曆在成婚前已有格格八九人，推測蘇氏已在其中。雍正十三年（1735年）五月二十五日，時為格格的蘇氏生寶親王第三子永璋。
雍正十三年（1735年）九月二十四日，諭內閣詔封格格蘇氏為嬪，因尚未行冊封禮而暫稱其為蘇嬪；九月二十五日，蘇嬪跟隨皇后富察氏、貴妃高佳氏等人前往田村殯宮致祭。
乾隆二年（1737年）十二月初四日，純嬪蘇氏正式册封為纯妃。蘇氏沒有行純嬪冊封禮，到正式冊封時封為純妃。
乾隆四年（1739年），純妃的哥哥蘇鳴鳳、蘇嘉鳳，以及侄孫蘇松齡等族人入正白旗（蘇氏尚有一兄蘇岐鳳）。《爱新觉罗宗谱》、《清皇室四谱》等文獻中，她的姓氏均改作“苏佳氏”。
乾隆八年（1743年）十二月十四日，生乾隆帝第六子質莊親王永瑢。
乾隆十年（1745年）正月二十三日，詔封純妃為純貴妃；十一月十七日，正式行純貴妃冊封禮；十二月初二日生乾隆帝第四女和硕和嘉公主。乾隆十四年二月十三日，奉旨將储秀宫內的昆罗帽折出收拾好，收貯地平刷子并宝座，挪在純貴妃所居的景仁宫內安置。此外，儲秀宮內的德洽六宫匾搬至长春宫內安设。值得一提的是儲秀宮曾為孝賢純皇后在乾隆初年所居的宮殿。高宗早年賜予已故孝賢皇后的物品，例如德洽六宫匾等物尚在儲秀宮內安置。
乾隆十三年六月，純貴妃所生的三阿哥永璋及大阿哥永璜因處理孝賢皇后喪儀時表現得不夠哀傷，被乾隆帝暗示剝奪繼承權。
乾隆二十四年（1759年）八月十六日，因純貴妃在避暑山庄內患病，乾隆帝命三阿哥永璋带领侍卫等人送純貴妃缓程回京。然后，乾隆帝奉崇慶皇太后鈕祜祿氏起驾木兰。《清宫医案研究》有錄入乾隆朝纯贵妃长期肝郁吐血的脉案。
乾隆二十五年（1760年）二月，纯贵妃所生的六阿哥永瑢、四公主和硕和嘉公主完婚。三月，詔封純貴妃为纯皇贵妃，四月十一日行册封礼。十七日、十九日，乾隆帝两次从圆明园回宫视皇贵妃疾。四月十九日当天，皇贵妃病逝，享年四十六歲，加諡曰純惠皇貴妃。乾隆帝特命八阿哥永璇、皇次孙绵恩阿哥与皇贵妃所出的三阿哥永璋、六阿哥永瑢夫妇一同穿孝。宫外，和硕和嘉公主夫妇与固伦和敬公主夫妇穿孝。
纯惠皇贵妃的金棺暂安于京城东直门外的静安庄殡宫期间，皇后那拉氏等曾多次前往静安庄致祭。乾隆二十六年四月初十日，乾隆帝传旨称他将于四月十三日前往静安庄殡宫看視纯惠皇贵妃金棺。回程时将在雍和宫用早膳，又會到已故東閣大学士蒋溥的府第施恩祭奠。
乾隆二十七年（1762年）十一月初二日，奉安於圣水峪妃园寝，金棺葬園寢前排正中的寶頂，附享殿。乾隆帝特命在圣水峪妃園寢門內添建單簷綠瓦明樓一座，內豎刻有“純惠皇貴妃園寢”字樣的石碑。乾隆三十一年（1766年)九月二十八日，如同被廢的繼后輝發那拉氏被葬入純惠皇貴妃的地宮中。乾隆三十七年十一月，纯惠皇贵妃园寝內的梁木、油饰有损裂脱落之处，乾隆帝著聖水峪工程处查明赔修。
公元1929年12月，純惠皇貴妃園寢發現被盜，遜帝溥儀派載澤、載瀛等人赴清東陵處理純惠皇貴妃地宮被盜事宜。公元1981年11月，諸位學者在开启和探视纯惠皇贵妃地宫时，發現純惠皇贵妃内棺里有二个头颅骨和一堆遗骨，已無法分辨是屬於何人。

## 家族
綜合不同檔案和資料的記載，純惠皇貴妃家族的情況如下：
- 父：蘇召南，亦作蘇勝林，閒散。
- 兄弟：蘇鳴鳳、蘇嘉鳳，乾隆四年奉旨入旗當差，賞給披甲錢糧；蘇岐鳳，早故而未入旗。
- 侄子：蘇元琳，曾任員外郎；蘇元龍，早故而未入旗。
- 侄孫：蘇松齡，曾任委署苑副。
- 侄曾孫：富住，曾任筆帖式；金玉，曾任筆帖式。

## 相关史料
- 《清史稿·列傳一·后妃》：純惠皇貴妃，蘇佳氏。事高宗潛邸。即位，封純嬪。累進純皇貴妃。薨，諡曰純惠皇貴妃。葬裕陵側。子二，永璋、永瑢。女一，下嫁福隆安。
- 《清高宗實錄》，純妃冊文：命東閣大學士徐本為正使。內閣學士春山為副使。持節。冊封純嬪蘇氏為純妃。冊文曰。朕惟協贊坤儀。端賴柔嘉之範。翊宣內則。聿加位號之榮。賁以徽章。昭茲茂典。爾純嬪蘇氏、克裕溫恭。夙彰淑慎。凜芳規於圖史。式佐椒庭。葉令望於琺璜。懋膺綸誥。茲仰承皇太后慈諭。以冊印封爾為純妃。爾其祗承象服。昭勤儉以流徽。篤迓鴻禧。履謙和而裕慶。欽哉。
- 《清高宗實錄》，貴妃冊文：命大學士查郎阿為正使，禮部左侍郎木和林為副使。持節、冊封純妃蘇氏為貴妃。冊文曰。朕惟贊椒塗之雅化，德重幽閒，協彤管之令儀，質推柔順，式稽彝典，用錫綸言。諮爾純妃蘇氏，祗奉女箴，凜遵內則，動嫻禮教，久膺象服之榮。佩協珩璜，宜錫龍章之彩。茲仰承皇太后慈諭，以冊寶封爾為貴妃。爾其益修淑慎，迓景福於方來，彌事謙衝，荷鴻禧於有永。欽哉。
- 《清高宗實錄》：乾隆二十五年三月○諭、奉皇太后懿旨。純貴妃、久膺冊禮。克勷內治。敬恭淑慎。毓瑞椒塗。今皇子、及公主、俱已吉禮慶成。應晉冊為皇貴妃。以昭令範。欽此所有應行典禮。各該衙門照例舉行。
- 《清列朝后妃傳稿》，皇貴妃冊文：朕惟贊坤元而敷化，淑問常昭，錫巽命以重申。新恩載沛，晉之顯秩，嘉乃芳徽。爾純貴妃蘇氏，秉性溫恭，持躬端慎，當蘭階之初，侍虔奉明，箴逮芝檢之迭膺，勤襄內治，分榮象服，葉雅度於珩璜，毓秀椒塗，式令儀於圭璧。既慶成夫嘉禮，彌協順乎慈寧，爰考彝章宜加寵。錫茲仰承皇太后懿旨，晉封爾為皇貴妃，爾其祗承榮命，永垂德範於宮闈，敬迓鴻禧。長懋芳型於禁掖。欽哉。

## 影视作品
- 電視劇

| 年份 | 劇名         | 演員   | 剧中姓名 | 劇中稱謂                                    |
| 2018 | 延禧攻略     | 王媛可 | 蘇靜好   | 純妃→純貴妃→蘇答應(被送進北三所)            |
| 2018 | 如懿傳       | 胡可   | 蘇綠筠   | 潜邸格格→纯嬪→純妃→純貴妃→皇貴妃→純惠皇貴妃 |
| 2022 | 嘉慶君遊臺灣 | 陳美玲 |          | 純妃                                        |

## 附註
1. ↑  黃麗君. . 新史學. 2020, 31 (3): 71–127.
2. ↑  《乾隆四十年正月二十九日多罗质郡王永瑢奏为皇贵妃母之事令十五阿哥剪发等事折》 二十九日奏明：查，为乾隆二十五年四月十九日纯惠皇贵妃母之事启奏：著八阿哥、绵恩阿哥与三阿哥、六阿哥一同穿孝，三阿哥福晋、六阿哥福晋穿孝，三阿哥、六阿哥剪辫，阿哥福晋剪发，皆在大七礼祭后释服。至于以百日礼祭之事，因将赴热河行宫，遂到六月二十九日祭奠后，剃头、戴耳环。 又以特旨命八阿哥、绵恩阿哥、和嘉和硕公主、和硕额驸福隆安于满月礼祭后释服，百日礼祭后，剃头、戴耳环。命和敬固伦公主、固伦额附色布腾巴勒珠尔，于纯惠皇贵妃金棺移至静安庄后，释服、剃头、戴耳环。 现皇贵妃母事出，命十五阿哥剪辫，福晋亦剪发。因十七阿哥出痘，尚未过百日，毋庸议论外，另因和恪和硕公主已下嫁额驸，按例不剪发。
3. ↑  乾隆五十八年九月十九日總管內務府《呈為奉旨入旗清單》，中國第一歷史檔案館藏《內務府奏案》，檔案號：05-0448-047
4. ↑  乾隆五十八年總管內務府《為正白旗純惠皇貴妃之兄蘇鳴鳳等入旗當差清冊》，中國第一歷史檔案館藏《內務府奏案》，檔案號：05-0448-056
5. ↑  楊原. . 社会科学文献出版社. 2020年4月. ISBN 9787520161770.

1. ↑  《內務府奏案》載純惠皇貴妃、宜妃、慶貴妃、明貴人、祿貴人家族奉旨入旗。